# Meng Fei
Meng Fei (孟非S, Mèng FēiP; Pechino, 22 marzo 1981) è un'ex ginnasta cinese, tre volte medagliata mondiale tra il 1995 e il 1997, conosciuta per lo stile preciso e pulito alle parallele e alla trave, caratteristico della maggioranza delle ginnaste cinesi, ma anche per lo stile elegante del suo esercizio al corpo libero.

## Carriera sportiva

### Carriera juniores, Mondiali di Sabae
Si sa solo di un quinto posto nel concorso generale della Catania Cup 1994 per quanto riguarda la sua carriera nella categoria juniores.
L'anno seguente, ai Mondiali di Sabae, Giappone aiuta la squadra cinese a vincere l'argento. Brillò soprattutto al volteggio con un 9.975.Individualmente si piazza 27ª nella finale generale e ottava al volteggio. Quell'anno, la Meng fu la prima al mondo ad eseguire un Mo alle parallele combinandolo a una granvolta invertita. Non entrò però nella squadra delle Olimpiadi di Atlanta l'anno seguente.

### Mondiali '97, Goodwill Games '98
Gli ultimi due anni di carriera agonistica di Fei le portarono risultati migliori, come l'argento alle parallele e il bronzo con la squadra ai Mondiali del 1997, dove fu inoltre quarta al corpo libero e quinta nel concorso generale. Vinse l'oro alle parallele al Trofeo Massilia, a Marsiglia, Francia.
Nel 1998 vinse due medaglie all'American Cup, e ai Goodwill Games di New York si piazzò quarta nel concorso generale e al corpo libero e ottava alle parallele. L'ultima gara della sua carriera sono i giochi Asiatici a Bangkok, Thailandia.

## Dopo il ritiro
Dopo il ritiro la Meng è diventata un'allenatrice alla Woodlands Gymnastics Academy in Texas; ha una figlia, nata nel febbraio del 2011.